# Ali Matan Hashi
Ali Matan Hashi (1927 – 1978) è stato un politico e generale somalo, fu il primo pilota dell'Aeronautica militare somala, e membro importante del Consiglio Rivoluzionario Supremo somalo durante il regime di Siad Barre.